# 廣州大廈

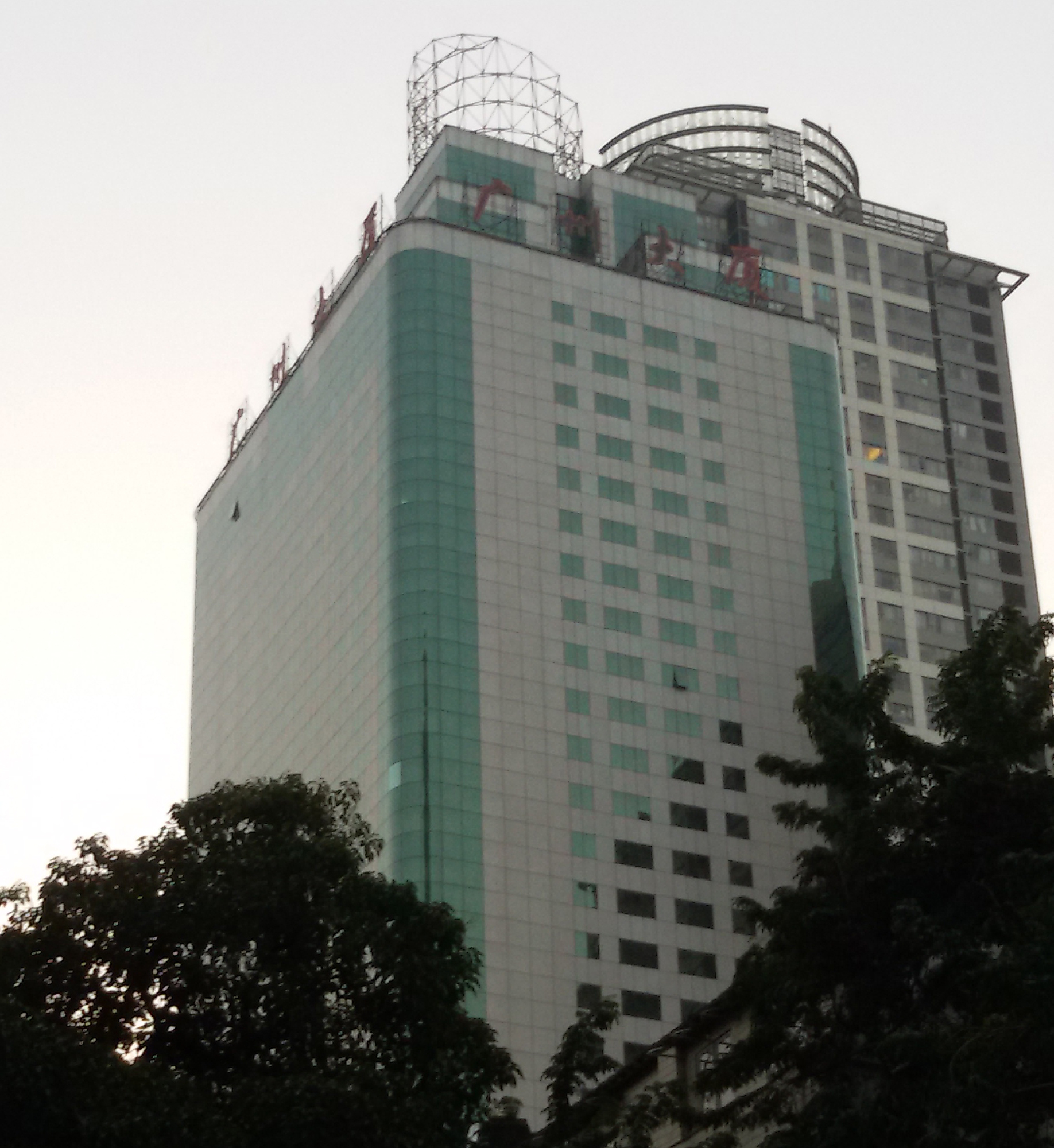
於正南路口望過去的廣州大廈

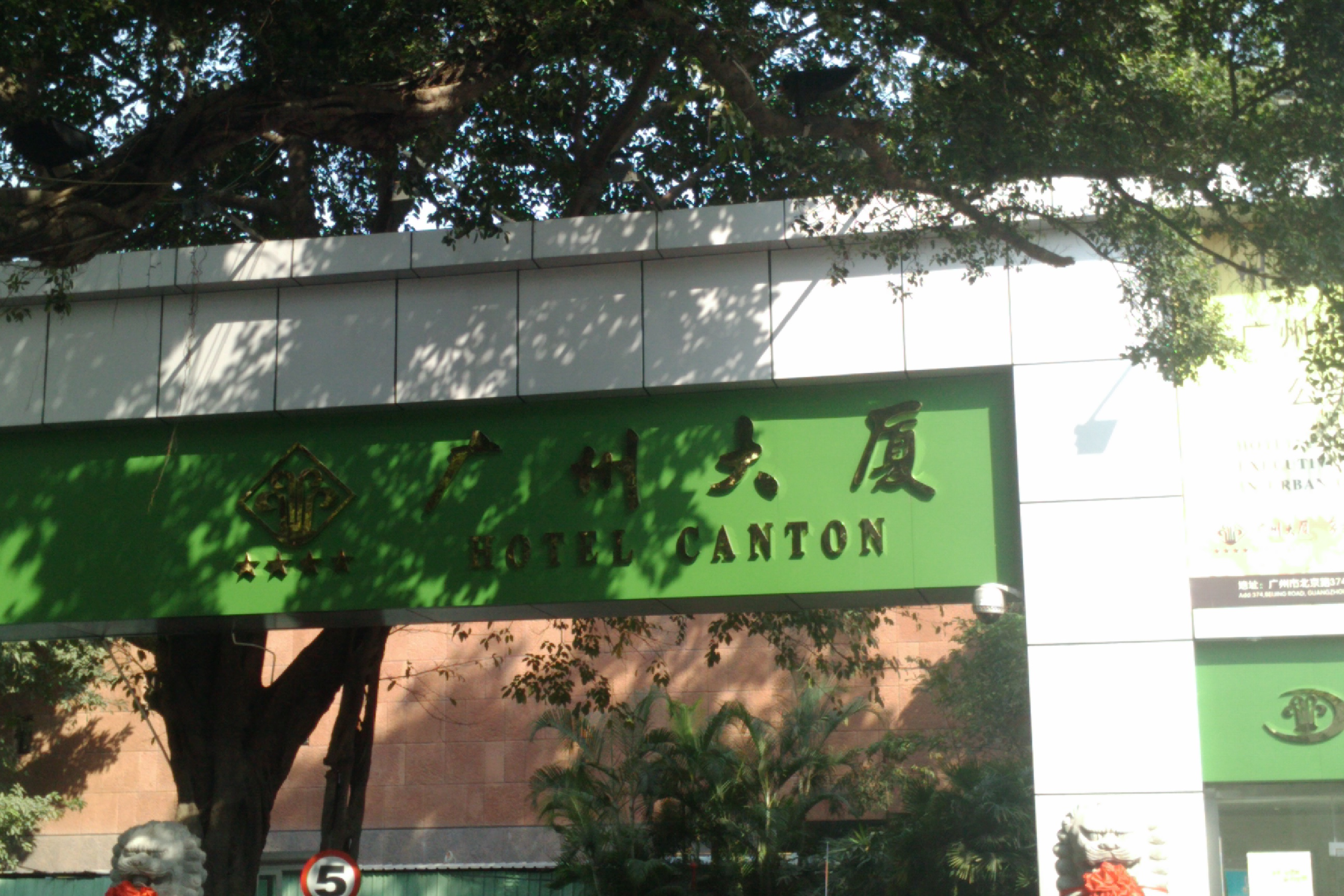
廣州大廈招牌

广州大厦（英語：Hotel Canton），是广州市的一间大型多功能四星级酒店，占地面积约1650平方米，建筑面积约5.9万平方米，酒店主楼高约110米，共36层，共有465间客房、3间大宴会厅及7间小会议室。
前身为1963年创办的广州市人民政府招待所，1971年迁至现址，1981年经扩建后改称榕园大厦，1993年按四星级酒店重建为广州大厦，1997年9月28日正式开业。现为越秀集团旗下广州越秀商业地产投资管理有限公司持有物业。
廣州大廈的英文名，是「廣州」傳統的普及拼法譯名。